# Schock (альбом)
Schock — шестой студийный альбом немецкой индастриал-метал группы Eisbrecher.
Релиз альбома состоялся 15 января 2015 года. 11 апреля группа достигла отметки в 100 000 проданных копий.
На композиции «Volle Kraft Voraus» и «Zwischen Uns» из этого альбома были сняты видеоклипы, а клип на песню «Rot Wie Die Liebe» был снят в Санкт-Петербурге.

## Список композиций
Слова и музыка всех песен — Ноэля Пикса.
| №                   | Название                  | Перевод               | Длительность |
| ------------------- | ------------------------- | --------------------- | ------------ |
| 1.                  | «Volle Kraft Voraus»      | Полный вперёд         | 3:16         |
| 2.                  | «1000 Narben»             | 1000 шрамов           | 3:53         |
| 3.                  | «Schock»                  | Шок                   | 3:46         |
| 4.                  | «Zwischen Uns»            | Между нами            | 3:37         |
| 5.                  | «Rot Wie Die Liebe»       | Красный, как любовь   | 3:48         |
| 6.                  | «Himmel, Arsch Und Zwirn» | Проклятье             | 4:16         |
| 7.                  | «Schlachtbank»            | Стол для убоя         | 3:05         |
| 8.                  | «Dreizehn»                | Тринадцать            | 3:27         |
| 9.                  | «Unschuldsengel»          | Невинный ангел        | 3:53         |
| 10.                 | «Nachtfieber»             | Ночная лихорадка      | 3:09         |
| 11.                 | «Noch zu retten»          | Ещё можно спасти      | 4:37         |
| 12.                 | «Fehler machen Leute»     | Люди совершают ошибки | 3:43         |
| 13.                 | «Der Flieger»             | Летчик                | 3:28         |
| 14.                 | «So oder so»              | Так или иначе         | 4:07         |
| Общая длительность: | Общая длительность:       | Общая длительность:   | 52:30        |

| №   | Название                              | Перевод            | Длительность |
| --- | ------------------------------------- | ------------------ | ------------ |
| 15. | «Das steht Dir gut (Rheingold Cover)» | Это хорошо для вас | 3:55         |
| 16. | «Süßwasserfisch»                      | Пресноводная рыба  | 3:05         |

## Состав
- Александр Вессельски — вокал
- Ноэль Пикс — гитара, клавишные
- Юрген Планггер — ритм-гитара
- Руперт Кеплингер — бас-гитара
- Ахим Фербер — ударные